# Comte de Resende
 (novembre 2024).
Si vous disposez d'ouvrages ou d'articles de référence ou si vous connaissez des sites web de qualité traitant du thème abordé ici, merci de compléter l'article en donnant les références utiles à sa vérifiabilité et en les liant à la section « Notes et références ».
Le titre de comte de Resende fut créé par le roi Jean Ier de Portugal, le 9 juin 1754 en faveur d'António José de Castro (pt).

## Liste des comtes de Resende
(mars 2023).
1. António José de Castro (pt)
2. José Luís de Castro, également vice-roi du Brésil[2]
3. Luís Inocêncio Benedito de Castro
4. António Benedito de Castro
5. Luís Manuel Benedito da Natividade de Castro Pamplona
6. Manuel Benedito de Castro Pamplona
7. António de Castro Pamplona
8. João de Castro Pamplona
9. Maria José de Castro Pamplona
10. João de Castro de Mendia